# ريتشارد تود
ريتشارد تود (بالإنجليزية: Richard Todd) هو ممثل بريطاني وأيرلندي، ولد في 11 يونيو 1919 بدبلن في جمهورية أيرلندا، وتوفي في 3 ديسمبر 2009 في المملكة المتحدة بسبب سرطان. من الجوائز التي نالها دزني ليجندز (اساطير دزني) سنة 2002.

## أعمال

### أفلام
- (1962) أطول يوم[10][11]

## جوائز وترشيحات
جوائز
- دزني ليجندز (اساطير دزني) (2002)

ترشيحات
- جائزة الأوسكار لأفضل ممثل (1949)

## وصلات خارجية
- ريتشارد تود على موقع IMDb (الإنجليزية)
- ريتشارد تود على موقع روتن توميتوز (الإنجليزية)
- ريتشارد تود على موقع ألو سيني (الفرنسية)
- ريتشارد تود على موقع ميوزك برينز (الإنجليزية)
- ريتشارد تود على موقع تيرنر كلاسيك موفيز (الإنجليزية)
- ريتشارد تود على موقع أول موفي (الإنجليزية)
- ريتشارد تود على موقع قاعدة بيانات برودواي على الإنترنت (الإنجليزية)
- ريتشارد تود على موقع قاعدة بيانات برودواي على الإنترنت (الإنجليزية)
- ريتشارد تود على موقع قاعدة بيانات الأفلام السويدية (السويدية)
- ريتشارد تود على موقع إن إن دي بي (الإنجليزية)